# Blue Grass
Blue Grass é uma cidade localizada no estado americano de Iowa, no Condado de Scott.

## Demografia
Segundo o censo americano de 2000, a sua população era de 1169 habitantes. 
Em 2006, foi estimada uma população de 1304, um aumento de 135 (11.5%).

## Geografia
De acordo com o United States Census Bureau tem uma área de 
7,0 km², dos quais 7,0 km² cobertos por terra e 0,0 km² cobertos por água.

## Localidades na vizinhança
O diagrama seguinte representa as localidades num raio de 16 km ao redor de Blue Grass. 